# Beleymas
Beleymas är en kommun i departementet Dordogne i regionen Nouvelle-Aquitaine i sydvästra Frankrike. Kommunen ligger i kantonen Villamblard som tillhör arrondissementet Bergerac. År 2022 hade Beleymas 281 invånare.

## Befolkningsutveckling
Antalet invånare i kommunen Beleymas
Referens:INSEE